# 中村愛 (アナウンサー)
中村 愛（なかむら あい、1981年6月4日 - ）は、NHKの元アナウンサー。

## 人物
2005年アナウンサーとしてNHKに入局、松江と仙台で勤務して退職。

### ワースト脱出請負人
地上デジタル放送推進大使を務めていた初任地・松江局では、2007年度に行われた“NHK地域応援キャンペーン”の関連番組『ワースト脱出大作戦』において、「あるインターネットポータルサイトにおいて行われた調査で日本一位置が分からない県とされた島根県の汚名を返上しよう」ということで、その脱出請負人となり、1年間地元の人たちや全国の島根県人と協力して取り組みを行った。
しかし転勤となり、以後は仙台局の通常業務の合間を縫う形での出演となった。

### 岩手・宮城内陸地震報道
2008年6月14日に発生した岩手・宮城内陸地震では、翌朝の当番勤務だったこともあり、『NHKニュースおはよう日本』拡大特番 に於いて、仙台局のスタジオキャスター担当として、地震に関係するニュースを全国へ伝えた。その後は被災地へ赴き、宮城県内で最も被害が大きかった栗原市の市役所前から被災者向けに生活情報などを伝えた。

## NHK時代の出演番組
- 着信御礼!ケータイ大喜利（2006年11月27日、2007年12月1日、2008年5月3日）
- 地域応援キャンペーン『ワースト脱出大作戦』（2007年度）
- ワンダフル東北『あなたに会いたい』キャスター
- てれまさむね リポート（不定期）
- これこそ!わが町 元気魂 宮城県代表（2008年1月2日）
- ニュースウオッチ9 臨時スポーツキャスター（青山祐子アナ渡米取材中の代役・2008年2月25日から1週間）
- おーい、ニッポン『私の・好きな・福島県』リポーター（2008年4月20日）
- 渋谷DEどーも'08 司会（2008年5月3日）
- 北京オリンピック 衛星放送スタジオキャスター（2008年8月）

## 同期の女性アナウンサー
- 久保田祐佳（静岡→東京アナウンス室）
- 中村慶子（徳島→大阪→東京アナウンス室→水戸）
- 與那嶺紗希子（沖縄→退職）